# Spotlight (canción de Madonna)
«Spotlight» es una canción interpretada por la cantante estadounidense Madonna, incluida en su primer álbum de remezclas, You Can Dance (1987). Fue compuesta por la cantante, Curtis Hudson y Stephen Bray y producida por este último. Hudson, que había coescrito «Holiday» (1983), le había presentado nuevos temas para su siguiente proyecto discográfico, entre ellos «Spotlight». Después de que Madonna y Bray la modificaron, se grabó durante las sesiones de su tercer álbum de estudio, True Blue (1986), aunque terminó descartada. Finalmente, se incluyó como la única canción nueva de You Can Dance, el primer recopilatorio de remezclas de la artista. John «Jellybean» Benitez, que había trabajado con ella anteriormente, se desempeñó como productor adicional y realizó la mezcla.
Inspirada en «Everybody Is a Star» (1970) de la banda estadounidense Sly & the Family Stone, «Spotlight» es una canción dance que cuenta con un arreglo de batería, sintetizadores de bajo, armonías, ecos, una sección de piano y algunas frases de violín en el interludio. La letra enfatiza que todo el mundo es una estrella y recuerda al oyente que si desea ser famoso, debe cantar sobre ello y su deseo puede convertirse en realidad. Originalmente, la compañía discográfica Sire Records tenía pensado publicarlo en Estados Unidos, pero el lanzamiento se limitó únicamente a Japón y salió a la venta el 25 de abril de 1988 como el único sencillo de You Can Dance a través de WEA Japan.
En términos generales, obtuvo reseñas favorables de la crítica, que la comparó con «Holiday» y la consideró una de las canciones más subestimadas de Madonna. Si bien no fue publicada comercialmente en Estados Unidos, ingresó a algunas listas musicales gracias a la difusión que obtuvo en varias estaciones de radio del país. En Japón, alcanzó el puesto 68 de la lista oficial de Oricon. «Spotlight» apareció en una serie de comerciales de televisión que Madonna protagonizó para la empresa japonesa Mitsubishi Electric, como parte de la promoción de una nueva videograbadora.

## Antecedentes
En la década de 1980, con el dance post-disco en pleno apogeo, el álbum de remezclas representó un «concepto revolucionario» y fue ampliamente considerado como una nueva dirección para la industria musical. Para entonces, las canciones de varios artistas eran remezcladas y recopiladas para formar un álbum. En tal sentido, este formato había sido particularmente popular entre artistas como The B-52's, Soft Cell, The Cure y Pet Shop Boys. Asimismo, el auge de la remezcla representaba más ganancias para las compañías discográficas al utilizar la misma pieza musical con varias mezclas diferentes, en lugar de grabar canciones para un material nuevo. Madonna, que era la artista dance más importante en ese momento, se sintió atraída por esta tendencia, por lo que conceptualizó su propio proyecto de remezclas titulado You Can Dance. Considerado como un «fenómeno de los 80», You Can Dance «reforzó las raíces disco» de la artista e incluyó canciones de sus primeros tres álbumes de estudio —Madonna (1983), Like a Virgin (1984) y True Blue (1986)— remezcladas en versiones extendidas por John «Jellybean» Benitez, Shep Pettibone, Steve Thompson y Forrest & Heller, así como una pista nueva titulada «Spotlight».
«Spotlight» fue compuesta originalmente por Curtis Hudson del grupo Pure Energy, quien anteriormente había escrito junto con Lisa Stevens —de la misma banda— «Holiday», el tercer sencillo del primer álbum de Madonna publicado en 1983. Esta última canción fue el primer top veinte de la artista en Estados Unidos y su primer número uno en la lista Dance Club Songs de Billboard, además de haber logrado popularidad en otros países como Australia, Bélgica, Francia, Italia y el Reino Unido. Tras el éxito del sencillo, Hudson y Stevens le presentaron otras canciones para que las considerara, entre ellas «Spotlight», que Hudson había compuesto en caso de que la discográfica de la cantante, Warner Bros. Records, le solicitara otro tema similar a «Holiday» para que repitiera el éxito. Madonna quedó encantada y admitió haberse sentido «espiritual» con la canción. Sin embargo, pronto perdieron contacto y la intérprete decidió tomar otra dirección musical para Like a Virgin, su siguiente proyecto.

## Grabación y composición

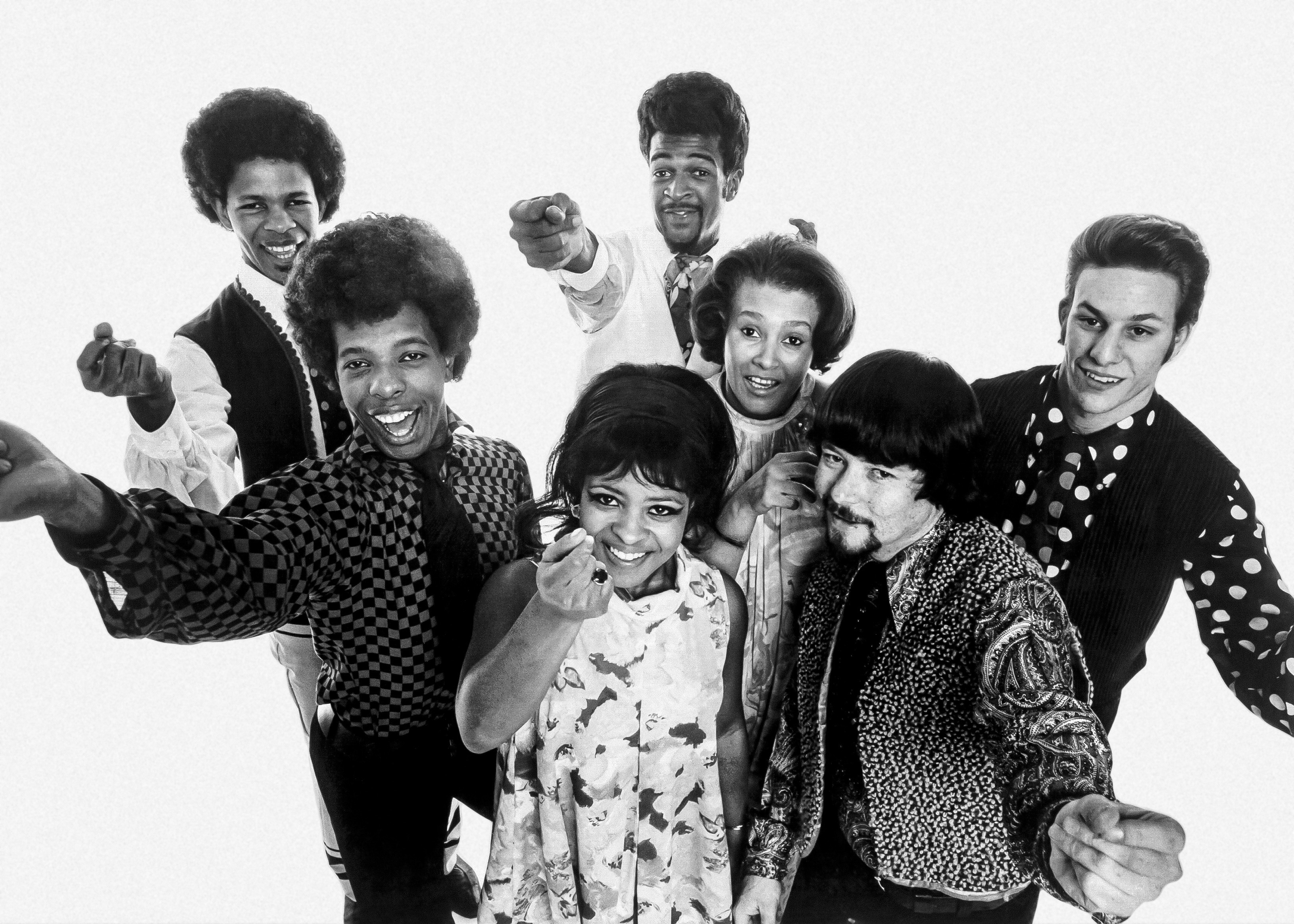
«Spotlight» está inspirada en la canción «Everybody Is a Star» (1970) de la banda estadounidense Sly & the Family Stone

No fue hasta 1986 cuando Madonna decidió grabarla durante las sesiones de su tercer álbum True Blue, aunque al final no figuró en la lista de canciones. El arreglista Fred Zarr, quien trabajó con la cantante en su primer disco, había contribuido con los instrumentos en esta canción, así como con otras de True Blue. Finalmente, decidió incluirla en You Can Dance como el único tema nuevo del recopilatorio. El abogado de Madonna se comunicó con el representante de Hudson para informarle que su composición aparecería en el disco. Stephen Bray produjo la versión final en su totalidad, mientras que John «Jellybean» Benitez, que había producido «Holiday», fue contratado como productor adicional y además realizó la mezcla en los estudios Larrabee Sound de Santa Mónica (California); John Hegedes se desempeñó como asistente y Michael Hutchenson estuvo a cargo de la grabación.
Inspirada en «Everybody Is a Star» (1970) de la banda estadounidense Sly & the Family Stone, «Spotlight» es una canción dance que abre You Can Dance; cuenta con un arreglo de batería y sintetizador de bajo en la introducción, mientras que en el interludio se añade una breve armonía vocal, ecos, una sección de piano y algunas frases de violín. Esto se repite así hasta que comienza la segunda canción, «Holiday». Su letra enfatiza que todo el mundo es una estrella y recuerda al oyente que, si desea ser famoso, debe cantar sobre ello y su deseo puede convertirse en realidad. Hudson, que recibió créditos ya que tenía los derechos de autor de la versión original, señaló en una entrevista que gran parte del contenido de la maqueta se había alterado para la versión final y que le habría gustado realizarle algunas modificaciones:

[Madonna] y Stephen Bray ya habían hecho la canción, pero ni siquiera había escuchado la versión que crearon. Tomaron la maqueta que le había dado a ella y la transformaron en una canción diferente. [...] Habría colaborado y hecho cambios. Pero me dijeron: «Bueno, ella está demasiado ocupada. Está en el extranjero haciendo una película». Aun así, me pareció bien, porque me dieron créditos. Pero la canción original tenía cierta magia y los cambios le quitaron esa esencia. El «Spotlight» original era otro «Holiday», el ritmo, el groove básico. Creo que intentaban alejarse de ese sonido. A veces los artistas no quieren que su sonido se identifique con compositores específicos.

## Publicación y promoción
Originalmente, «Spotlight» iba a ser publicado como sencillo en Estados Unidos en enero de 1988, pero ante el temor por parte de Sire Records —filial de Warner Bros.— de que no fuera un éxito en las listas musicales, sumado a que ya había sido omitido de True Blue anteriormente, la discográfica descartó tales planes. El lanzamiento se limitó únicamente a Japón, donde salió a la venta el 25 de abril de 1988 a través de WEA Japan. La versión Remix Single Edit de «Where's the Party», perteneciente a True Blue, figuró como lado B del vinilo de 7" y del mini CD. En ese mismo país, otro vinilo de 7" estuvo disponible únicamente de manera promocional e incluyó como lado B «The Look of Love» de la banda sonora Who's That Girl (1987). Pese a que Sire no lanzó el tema comercialmente en Estados Unidos, algunas copias en vinilo de 12" se distribuyeron a las discotecas del país con fines promocionales; esta edición contó con remezclas extendidas de «Spotlight» y «Where's the Party». Tres años después, en 1991, «Spotlight» apareció como lado B del vinilo de 7" de «Rescue Me» —el segundo sencillo del grandes éxitos The Immaculate Collection— publicado en el Reino Unido.

«Spotlight» apareció en un comercial de televisión de la empresa japonesa Mitsubishi Electric

Se creó un vídeo promocional de «Spotlight» con imágenes tomadas de la gira mundial Who's That Girl de 1987. Sumado a ello, ese mismo año la canción apareció en una serie de comerciales de televisión que Madonna protagonizó para la empresa japonesa Mitsubishi Electric, uno de los tres mayores fabricantes de maquinaria electrónica del país. Bajo el lema «Dreams Come True», el anuncio publicitaba una nueva videograbadora; el objetivo principal de la compañía era impulsar el producto con la contribución de la artista. Tras su aparición en los anuncios, las ventas del reproductor de vídeo de alta tecnología aumentaron un 160 %, mientras que la participación de Mitsubishi en el mercado doméstico de VCR logró un incremento del 13 %. Madonna recibió el pago de un millón de dólares por su colaboración con la empresa.

## Recepción crítica
En términos generales, «Spotlight» obtuvo comentarios favorables de la crítica. Por ejemplo, Robin Welles, de The Press-Courier, comentó que tenía «todos los movimientos correctos», y Bill Coleman, de Billboard, la llamó «atractiva». En un artículo de las cien mejores canciones de Madonna, Joe Lynch —de la misma revista— la clasificó en el puesto 93 y declaró que la letra simple y su voz «encantadoramente seria» hacen que incluso «el sentimiento más tonto (Life is just a party / That's all you need to know) suene como una filosofía viable para conquistar el mundo». Hunter Hauk, de Dallas Observer, lo describió como «el hermano bastardo» de «Into the Groove» (1985) y lamentó que no recibiera el apoyo que merecía pese a que era «igual de contagioso». No tan distante, Louis Virtel, de Logo, cuestionó el hecho de que se le haya dado poca importancia, pues cuenta «con todo el empoderamiento, la urgencia, el desafío y el carácter del nivel de Madonna». Graham Gremore, de Queerty, la consideró una de sus canciones más infravaloradas y mencionó que «hoy en día, "Spotlight" personifica la música dance de los 80 y sirve como inesperado recordatorio de por qué nos enamoramos de Madonna en primer lugar». El sitio Chart Beats la clasificó en el 75.º puesto de las 250 mejores canciones de 1987.
Daryl Easlea y Eddi Fiegel, en Madonna: Blond Ambition (2012), lo compararon con «Holiday» y lo calificaron como el «punto fuerte» de You Can Dance. De manera similar, Rikky Rooksby, en The Complete Guide to the Music of Madonna (2004), observó que tenía un parecido notable con la progresión armónica de «Holiday», «lo que puede explicar su rechazo anterior». Samuel R. Murrian, de Parade, señaló que sonaba «anticuada» en comparación con otras de sus canciones de esa misma época, pero reconoció que, para la mayoría, «eso seguramente añade carácter y atractivo, y tiene un gran éxito en su misión de hacer que queramos levantarnos y sacudirnos». Del libro Madonna: Blonde Ambition (2000), Mark Bego lo describió como un «típico número dance» de la artista. Un editor del Times-Post Service manifestó que, si bien la letra no era muy buena, seguía siendo «más interesante» que las demás canciones del material. No obstante, remarcó que «la letra, como la de la mayoría de las canciones dance, no es más que un escaparate secundario respecto al ritmo. La gran atracción de "Spotlight" es un largo pasaje final que garantiza que los bailarines se enciendan». Beth Fertig, de The Michigan Daily, la tachó de «perezosa» y desaprobó que Madonna eligiera esa canción en You Can Dance en lugar de la «risueña "Lucky Star"».

## Recepción comercial
Dado que no tuvo un lanzamiento oficial en Estados Unidos, «Spotlight» no pudo ingresar a la lista oficial Billboard Hot 100 debido a las reglas de ese momento. No obstante, para noviembre de 1987, había empezado a transmitirse en algunas estaciones de radio del país; en la semana del 19 de diciembre de ese año, un total de sesenta y dos estaciones habían reproducido la canción, cifra que aumentó a noventa para la semana siguiente. El 16 de enero de 1988, ingresó en el puesto 37 de la lista Hot 100 Airplay y estuvo entre las diez canciones más escuchadas del país en cinco estaciones; tres semanas después, alcanzó el trigésimo segundo lugar. El sencillo también ocupó la decimoquinta posición en el conteo Hot Crossover 30.
Además de Billboard, «Spotlight» entró a listas de otras publicaciones de música de Estados Unidos. Tras ingresar en el puesto 38 en el conteo Contemporary Hit Radio de la revista Radio & Records, ascendió hasta el trigésimo primer lugar en su tercera semana el 22 de enero de 1988, por lo que fue la 17.ª entrada de Madonna en dicha lista. Situación similar ocurrió en los 40 éxitos principales de Gavin Report, donde llegó a la posición 26 el 9 de enero. En Japón, el tema se ubicó en el puesto 68 de la lista oficial de Oricon y permaneció cinco semanas en total. Según el diario La Opinión, la canción también fue una de las diez más populares en Caracas (Venezuela) durante la última semana de febrero de 1988. Por último, en Europa tuvo difusión en algunas estaciones de Bélgica, Islandia, Italia y Suecia.

## Lista de canciones y formatos
| 7" / Mini CD |                                         |          |  |
| N.º          | Título                                  | Duración |  |
| 1.           | «Spotlight» (Single Edit)               | 4:32     |  |
| 2.           | «Where's the Party» (Remix Single Edit) | 4:13     |  |

| 7" promocional |                                        |          |  |
| N.º            | Título                                 | Duración |  |
| 1.             | «Spotlight» (versión del álbum)        | 6:24     |  |
| 2.             | «The Look of Love» (versión del álbum) | 4:03     |  |

| 12" promocional |                                      |          |  |
| N.º             | Título                               | Duración |  |
| 1.              | «Where's the Party» (Extended Remix) | 7:11     |  |
| 2.              | «Where's the Party» (Dub)            | 6:22     |  |
| 3.              | «Spotlight» (Extended Remix)         | 6:34     |  |
| 4.              | «Spotlight» (Dub)                    | 4:49     |  |

## Posicionamiento en listas
| País (Lista 1988)                           | Posición más alta |
| ------------------------------------------- | ----------------- |
| Estados Unidos (Billboard Hot Crossover 30) | 15                |
| Estados Unidos (Billboard Hot 100 Airplay)  | 32                |
| Estados Unidos (Gavin Report Top 40)        | 26                |
| Estados Unidos (R&R Contemporary Hit Radio) | 31                |
| Japón (Oricon)                              | 68                |

## Créditos y personal
- Madonna: voz, composición
- Stephen Bray: composición, producción
- Curtis Hudson: composición
- John «Jellybean» Benitez: producción adicional, remezcla
- Herb Ritts: fotografía
- Jeri Heiden: diseño, dirección artística

Créditos adaptados de las notas del vinilo de 7" de «Spotlight» y del CD de You Can Dance.